# Héctor Abad Gómez
Héctor Abad Gómez (Jericó, 1921-Medellín, 25 août 1987) était un médecin, essayiste, défenseur des droits de l'homme et spécialiste en santé publique colombien. Il fut assassiné à Medellín, après avoir reçu des menaces pour ses dénonciations contre des groupes paramilitaires, responsables de crimes arbitraires contre des militants de gauche dans le département d'Antioquia comme dans toute la Colombie. Son fils Héctor Abad Faciolince lui a consacré en 2006 une biographie romancée dans son livre L'Oubli que nous serons.

## Biographie
Abad Gómez fait ses études secondaires au lycée général Santander de Sévilla, Vallée del Cauca. Il étudie ensuite la médecine et obtient une maîtrise en santé publique à l'Université du Minnesota. Avec son épouse Cecilia Faciolince García, il a cinq filles : Mariluz, Clara Inés, Eva Victoria, Marta Cecilia et Soleil Beatriz, et un fils, Héctor Joaquín. Ce dernier est l'écrivain Héctor Abad Faciolince, auteur de L'Oubli que nous serons.

### Œuvres sociales
Promoteur d'idées visant à améliorer la santé des Colombiens, il est le fondateur de l'École Nationale de Santé Publique, aujourd'hui appelée Faculté Nationale de Santé Publique Héctor Abad Gómez de l'université d'Antioquia. Dans la décennie de 1960 et 1970, il est professeur de la faculté de médecine de l'université d'Antioquia, dans le département de médecine préventive. Jusqu'à sa mort, en 1987, il continue d'être titulaire de la chaire de santé publique de la même université. Il est également chef médical de l'Institut des Assurances Sociales et gérant de la section d'Antioquia de cette même institution. Il est encore secrétaire d'Éducation municipale et secrétaire de Santé départementale. Il est député à l'Assemblée d'Antioquia et représente le Parti libéral colombien à la Chambre. Il rédige aussi des chroniques dans El Espectador, El Tiempo et El Mundo. Ses discours sur les conditions de vie des communautés marginales et les conditions de misère, à Medellín et en Colombie, outre ses idées progressistes, lui valent des inimitiés parmi ses collègues de faculté et dirigeants de l'époque. Cela le conduit à plusieurs reprises à chercher du travail dans d'autres pays, en général associés à l'Organisation Mondiale de la Santé (OMS) : il exerce à Manille, aux Philippines, où il aide à fonder une école de santé publique, et à Jakarta, en Indonésie. Il est aussi été professeur invité de l'UCLA, à Los Angeles, États-Unis. En 1978, sous la présidence d'Alfonso López Michelsen, il est ministre conseiller à l'ambassade de Colombie au Mexique.
Il réalise d'importants projets de santé qui améliorèrent la vie des Colombiens. Il est le directeur de la division des Maladies Transmissibles du ministère de la Santé. Il inspire la création de l'année rurale obligatoire pour les médecins récemment diplômés, innove avec les campagnes rurales de santé et participe aux premières campagnes massives de vaccination antipoliomélitique. Dans ce domaine, il réalise la première vaccination à base de virus vivants, à la suite d'une épidémie dans la commune de Santo Domingo, Antioquia. Il participe également à la fondation de l'ICBF, de l'Université Autonome d'Amérique latine, UNAULA, dans la ville de Medellín, en 1966, avec des personnalités telles que Alfonso López Michelsen, Justiniano Turizo Sierra, Jaime Sierra García, Gilberto Martínez Rave, Luciano Sanín Arroyave, Ramón Emilio Arcila. Il est le premier président de cette nouvelle Université et y enseigne plusieurs années. Il est encore fondateur et président du Comité pour la défense des Droits de l'Homme d'Antioquia jusqu'à son assassinat. Il y dénonce les disparitions forcées, l'extermination des militants de l'Union Patriotique, les séquestrations par les guérillas des Forces armées révolutionnaires de Colombie (FARC) et Armée de libération nationale (ALN) comme les arrestations arbitraires et tortures les commises par les Forces militaires de Colombie.

### Mort
À la suite de ses dénonciations dans le Comité pour la défense des Droits de l'Homme d'Antioquia et de ses chroniques dans le quotidien El Colombiano, Héctor Abad Gómez est devenu la cible de plusieurs organisations armées. Le 25 août 1987, son ami et défenseur des droits humains, l'avocat Luis Felipe Vélez est assassiné. Le soir même, une femme va chercher Abad Gómez à son bureau et le convainc de sortir, lui demandant de consacrer quelques mots à Luis Felipe Vélez dans le bâtiment du syndicat des enseignants. Abad s'y dirige à pied avec son étudiant Leonardo Betancur et la femme. À son arrivée, Abad Gómez est attaqué par des tueurs, qui l'assassinent en même temps que Leonardo Betancur.
En février 2012, Diego Fernando Murillo, alias Don Berna, ancien narcotrafiquant et chef paramilitaire de Medellín, assure devant le Ministère public colombien avoir entendu Carlos Castaño dire qu'il avait lui-même perpétré les assassinats d'Abad et de l'avocat Vélez. Castaño avait fondé avec ses frères les Autodéfenses paysannes de Córdoba et d'Urabá (ACCU) dans le nord du département pour lutter contre les guérillas des FARC et de l'ELN  en collaboration avec l'armée colombienne. Murillo explique que Castaño justifiait ces l'assassinats parce qu'Abad Gómez était selon lui idéologiquement lié à la guérilla de l'EPL et que ses chroniques « affectaient les Forces Armées en faisant le jeu de l'EPL ».
Juan Diego Restrepo, directeur de Verdad Abierta, se montre critique envers la véracité de ce témoignage, reçu dans le cadre de poursuites judiciaires contre des membres du Cartel de Medellín : l'attribution des crimes à Castaño ou à des capos du cartel peuvent avoir été utilisés pour ne pas impliquer leurs véritables responsables. En conséquence, Castaño étant présumé mort, lui attribuer la responsabilité de cet assassinat permettrait de cacher l'implication des véritables auteurs.
En août 2014, l'assassinat est déclaré crime contre l'humanité par le Ministère public Général de la Nation : le meurtre de Luis Felipe Vélez puis d'Hector Abad Gómez est rattaché au plan délibéré de groupes paramilitaires et d'agents de l'État, associés à des narcotrafiquants, pour éliminer membres, sympathisants et défenseurs de l'Union Patriotique, et l'exclure ainsi de la vie politique.

## L'oubli que nous serons

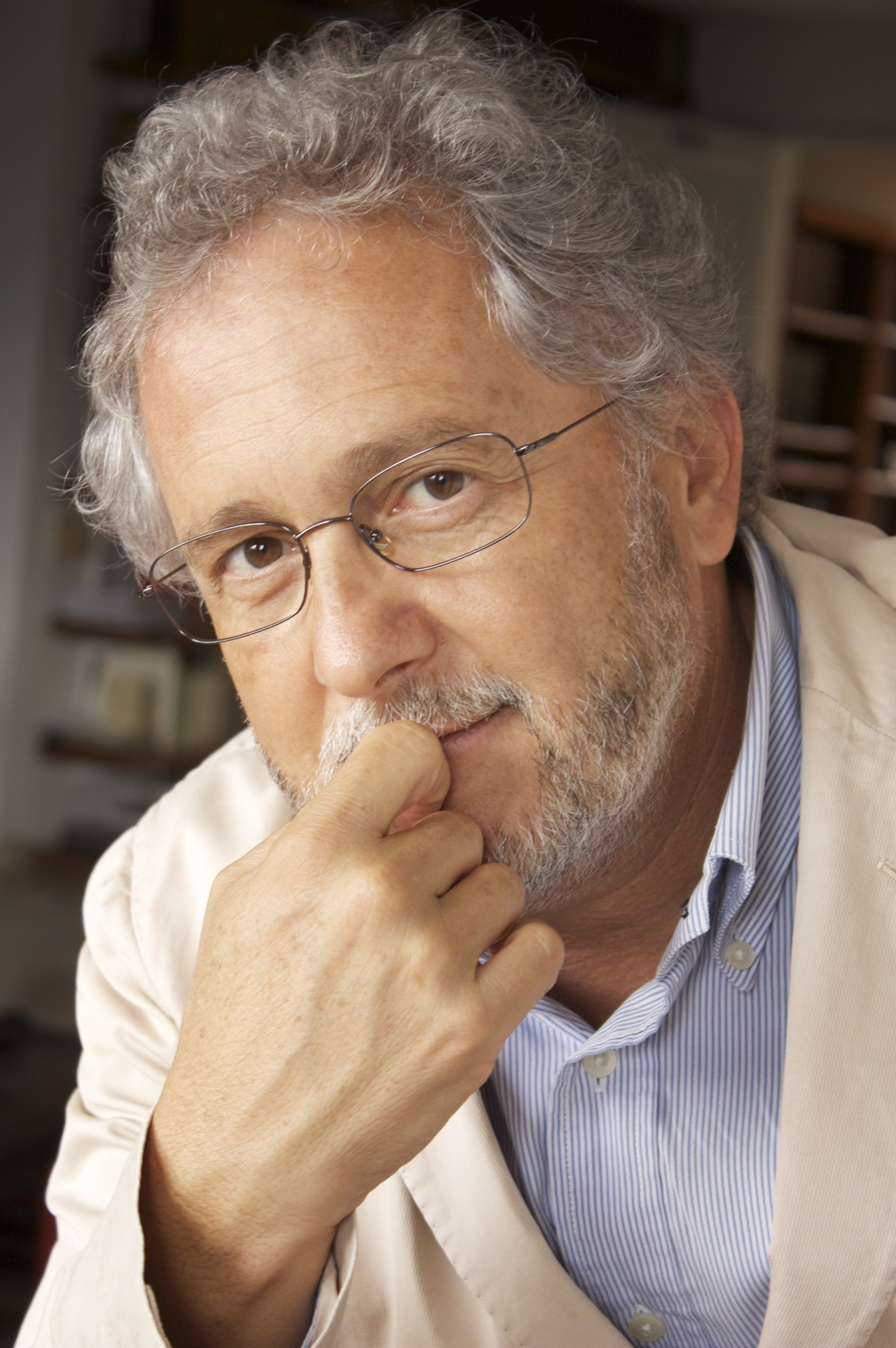
Héctor Abad Faciolince, fils d'Abad Gómez

L'oubli que nous serons est un livre de témoignage écrit par le fils d'Héctor Abad Gómez, Héctor Abad Faciolince. Son titre est repris du premier vers d'un sonnet attribué à Jorge Luis Borges intitulé Aquí, hoy, trouvé dans l'une des poches d'Héctor Abad Gómez après l'assassinat. Sa mort est la conséquence de l'action de deux tueurs, au moment où il arrivait à la veillée funèbre d'un leader syndical des enseignants assassiné le même jour. Le livre fait apparaître la personnalité de celui que les antioqueños appelaient « l'apôtre des droits humains ». Les dernières années, il se consacrait à ses roses dans son jardin et au comité des droits de l'homme d'Antioquia. Lorsqu'il a été assassiné, il était précandidat à la Mairie de Medellín pour le Parti Libéral.
Fernando Trueba a adapté ce livre dans son film de même nom en 2020, qui a fait partie de la sélection du festival de Cannes 2020, et a remporté le prix Goya du meilleur film ibéroaméricain 2020 (mars 2021).

## Œuvres académiques et essais
- Quelques considérations sur la santé publique dans le département d'Antioquia (1947).
- Notions de santé publique (1969).
- Passé, présent et futur de la santé publique (1969).
- Une vision du monde (1970).
- Manuel de poliatría : le processus des problèmes colombiens (1971).
- Lettres depuis l'Asie (1973).
- Caractérisation du développement scientifique en Colombie et sa relation avec la Santé Publique (1986).
- Relations professeurs-étudiants à la Faculté de Médecine de l'Université d'Antioquia (1986).
- Un programme de santé pour la Colombie (1986).
- Théorie et pratique de la santé publique (1987).
- Manuel de tolérance (1988)[7].

### Œuvres avec raccordes complets de la Bibliothèque Publique Pilote d'Antioquia
- El subdesarrollo mental.
- Hace quince años estoy tratando de enseñar.